# Jacqueline Martel
Jacqueline Georgette Martel, z domu Dumoulin (ur. 11 lutego 1927 w Annecy, zm. 11 stycznia 2015 tamże) – francuska narciarka alpejska, uczestniczka zimowych igrzysk olimpijskich 1952 rozgrywanych w Oslo.

## Osiągnięcia

### Igrzyska olimpijskie
| Miejsce | Dzień     | Rok  | Miejscowość | Konkurencja   | Czas biegu  | Strata  | Zwyciężczyni         |
| ------- | --------- | ---- | ----------- | ------------- | ----------- | ------- | -------------------- |
| 11.     | 14 lutego | 1952 | Oslo        | Slalom gigant | 2:14.3 min. | +7.5 s. | Andrea Mead-Lawrence |
| DNF.    | 17 lutego | 1952 | Oslo        | Zjazd         | —           | —       | Trude Jochum-Beiser  |